# 方岗镇
方岗镇，是中华人民共和国河南省禹州市下辖的一个乡镇级行政单位。

## 行政区划
方岗镇下辖以下地区：
方东村、方南村、方北村、吕沟村、杨南村、西李庄村、徐家门村、杨北村、黄庄村、西薛庄村、朱庄村、朱沟村、刘岗村、韩岗村、段村、杨庄村、贴沟村、和沟村、刘屯村、昌王村、东炉村、西炉村、石灰赵村和石坑村。